# フィッシャーの方程式

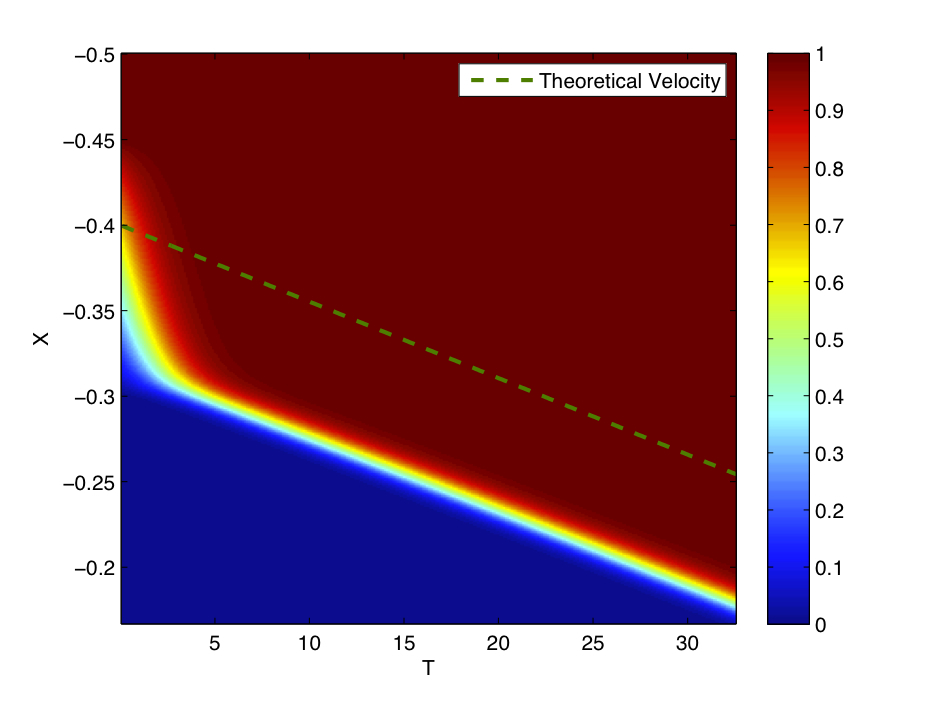
フィッシャー＝KPP方程式の数値シミュレーション。解u(t,x)は色で表現され、進行波の理論速度に対応する傾斜がドットで表現されている。

数学におけるフィッシャーの方程式（フィッシャーのほうていしき、英: Fisher's equation）あるいはフィッシャー＝コルモゴロフ方程式またはフィッシャー＝KPP方程式として知られる方程式は、ロナルド・フィッシャー（およびアンドレイ・コルモゴロフ）の名にちなむ、次の偏微分方程式のことを言う：
{\displaystyle {\frac {\partial u}{\partial t}}=u(1-u)+{\frac {\partial ^{2}u}{\partial x^{2}}}.\,}
フィッシャーはこの方程式を、優性アレルの空間伝播を表現するために提唱し、その進行波解を発見した。任意の波速度 c ≥ 2 に対し、フィッシャーの方程式には次の形式で記述される進行波解が存在する：
{\displaystyle u(x,t)=v(x\pm ct)\equiv v(z),\,}
ここで {\displaystyle \textstyle v} は増加函数であり、
{\displaystyle \lim _{z\rightarrow -\infty }v\left(z\right)=0,\quad \lim _{z\rightarrow \infty }v\left(z\right)=1}
が成立する。すなわち、この解は平衡状態 u = 0 からもう一つの平衡状態 u = 1 へと移るものである。但し、c < 2 に対してはそのような解は存在しない。与えられた波速度に対し、その波形は一意に定まる。
特別な波速度 {\displaystyle c=\pm 5/{\sqrt {6}}} に対して、すべての解は閉形式
{\displaystyle v(z)=\left(1+C\mathrm {exp} \left(\pm {z}/{\sqrt {6}}\right)\right)^{-2}}
で記述される。ここで {\displaystyle C} は任意であり、上述の極限についての条件は {\displaystyle C>0} に対して成立する。
フィッシャーの方程式は、ことによると、半線型反応拡散方程式
{\displaystyle {\frac {\partial u}{\partial t}}=\Delta u+F\left(u\right)}
の最も簡単な例かも知れない。ここでその方程式は、{\displaystyle f(u)=0} で与えられる平衡状態の間を移る進行波解を見せるものである。そのような方程式は、例えば、生態学、生理学、燃焼、結晶化、プラズマ物理、および一般的な相転移の問題において現れる。
進行波解の存在の証明や、それらの性質の解析は、しばしば位相空間法によって行われる。